# The Birthday Eve
The Birthday Eve (THE BIRTHDAY EVE 〜誕生前夜〜) è il primo album in studio del gruppo heavy metal giapponese Loudness, pubblicato il 21 novembre 1981 per l'etichetta discografica Nippon Columbia.

## Il disco
Pubblicato pochi mesi dopo la costituzione del gruppo, The Birthday Eve è uno dei primi album heavy metal (genere a quei tempi poco diffuso) prodotti in Giappone. Interamente cantato in giapponese (anche se alcuni ritornelli e i titoli dei brani sono stati scritti e\o cantati in inglese), l'album ebbe dei positivi riscontri di vendite e di critica grazie al tipo di sonorità all'epoca inedito per il Giappone e alla buona prestazione offerta dai quattro componenti, in particolare di Takasaki.
L'album, mai pubblicato al di fuori del Giappone, è stato rimasterizzato dalla Columbia tra il 2003 e il 2004 includendo due tracce bonus (Burning Love e Bad News, facenti parte del primo singolo pubblicato dal gruppo).

## Tracce
1. Loudness – 5:10
2. Sexy Woman – 5:40
3. Open Your Eyes – 4:32
4. Street Woman – 5:17
5. To Be Demon – 6:07
6. I'm on Fire – 3:41
7. High Try – 5:07
8. Rock Shock (More and More) – 4:56

## Formazione
- Minoru Niihara - voce
- Akira Takasaki - chitarra
- Masayoshi Yamashita - basso
- Munetaka Higuchi - batteria